# L'esorcista (opera teatrale)
L'esorcista (The Exorcist) è un'opera teatrale del drammaturgo statunitense John Pielmeier, basata sull'omonimo romanzo di William Peter Blatty. La pièce debuttò a Los Angeles nel 2012 e da allora è stata portata in scena in numerosi Paesi, tra cui la Gran Bretagna e l'Italia.

## Trama
La storia narra di una bambina di 12 anni, Regan MacNeil, che vive temporaneamente a Washington e che all'improvviso cambia personalità, diventando molto violenta. Si cerca di guarirla con la medicina ufficiale, psichiatria compresa, inutilmente. La madre della ragazzina, Chris MacNeil, una famosa star del cinema, viene consigliata dagli psichiatri di rivolgersi ad un esorcista in quanto, se la bambina per una grave forma di isterismo s'è voluta convincere di essere posseduta, così un esorcismo, come una shock-terapia a base di suggestione, potrà farla convincere di non esserlo più, così da guarire. Chris si rivolge al gesuita e psichiatra Damien Karras, che sta affrontando un periodo di crisi spirituale. Ad affiancarlo, il vescovo manda l'esperto esorcista Padre Lankester Merrin. Dopo tre giorni di intensi tentativi di esorcismo, in cui Regan rivela tramite fenomeni paranormali la sua possessione demoniaca, padre Merrin muore per un arresto cardiaco. Padre Karras, che ha ritrovato la sua fede, riesce ad esorcizzare il demone e lo fa entrare nel proprio corpo. Nell'opera teatrale, a questo punto, il sacerdote, resistendo con fatica all'entità malvagia che gli ordina di uccidere Regan con il crocifisso che ha in mano, si conficca quest'ultimo nel cuore e uccidendosi scaccia il demone e libera la bambina.
Da notare la scena in cui Regan uccide Burke Dennings torcendogli il collo: questo omicidio, che nel libro e nel film resta sottinteso, viene qui esplicitamente mostrato.

## Storia delle rappresentazioni
L'esorcista ha fatto il suo debutto sulle scene alla Geffen Playhouse di Los Angeles nel 2012, con la regia di John Doyle e un cast composto da Brooke Shields (Chris), Richard Chamberlain (Merrin), Stephen Bogardus (dr. Strong), Manoel Felciano (padre Joe) ed Harry Groener (Burke Dennings). L'accoglienza della critica fu tiepida, ma molto più calorosa fu la risposta del pubblico e la pièce rimase in cartellone per oltre un mese, dal 3 luglio al 12 agosto.
Dopo una revisione del testo da parte dell'autore, nel 2016 L'esorcista fece il suo esordio europeo al Birmingham Repertory Theatre di Birmingham per la regia di Sean Mathias e un cast che comprendeva Peter Bowles (Merrin) ed Adam Garcia (padre Karras); Ian McKellen prestò la propria voce al demone Pazuzu. La stessa produzione fu poi trasferita al Phoenix Theatre del West End londinese, dove rimase in scena dal 20 ottobre 2017 al 10 marzo 2018.
Nel novembre 2019 una tournée britannica ed irlandese partì da Windsor e, nei mesi successivi, andò in scena in dieci città diverse, tra cui Glasgow, Manchester, Dublino ed Edimburgo. Sophie Ward interpretava Chris, mentre Paul Nicholas ricopriva il ruolo di padre Merrin. Il Teatro Nuovo di Milano ha ospitato la prima italiana del dramma, andato in scena dal 18 ottobre al 10 novembre in occasione di Halloween. Alberto Ferrari curò la regia, mentre il cast annoverava Gianni Garko (Merrin), Viola Graziosi (Chris), Andrea Carli (Karras), Simone De Rose (padre Joe), Jerry Mastrodomenico (Burke), Massimiliano Lotti (dr. Klein/Vescovo), Michele Radice (dr. Strong) e Claudia Campolongo (Regan/Voce del Diavolo). Successivamente l'allestimento viene riproposto al Teatro Olimpico di Roma dal 12 novembre.